# Клітка Фарадея

Демонстрація роботи клітки Фарадея. Зовнішнє поле спричиняє переорієнтацію зарядів в клітці, внаслідок чого поле всередині нейтралізується.

Клітка Фарадея (також відома як екран Фарадея) — замкнена у просторі огорожа, сформована з електропровідного матеріалу (у вигляді суцільних елементів або сітки). Така огорожа нейтралізує зовнішні статичні та динамічні електричні поля всередині себе. Пристрій отримав назву від імені англійського фізика Майкла Фарадея, який винайшов його у 1836 році.
Клітка Фарадея працює завдяки тому, що зовнішнє статичне електричне поле спричиняє перерозподілення електричних зарядів в електропровідному матеріалі клітки таким чином, що вони скасовують дію зовнішнього поля на внутрішній простір клітки. Це явище використовується, наприклад, для того, щоб захистити електронне обладнання від ударів блискавки та електростатичних розрядів.
Треба зазначити, що на відміну від електричного поля, магнітне поле кліткою Фарадея не нейтралізується. Через це, вона ніяк не впливає на статичні (або повільно змінювані) магнітні поля, зокрема на магнітне поле Землі. Компас всередині клітки Фарадея буде нормально працювати. У випадку електромагнітних хвиль, дія клітки Фарадея значно різниться в залежності від товщини та цілісності матеріалу, з якого вона виготовлена та частоти зовнішньої хвилі. Якщо електропровідний матеріал клітки достатньо товстий, а розмір отворів в ньому значно менший довжини зовнішньої електромагнітної хвилі, то така клітка послабить дію випромінення на простір всередині себе.
Наприклад, при здійсненні експертиз комп'ютерного обладнання інколи проводяться тести електронних компонентів, що потребують повного екранування середовища від зовнішніх електромагнітних завад. Такі тести можуть виконуватися у спеціальних екранованих кімнатах, які являють собою ділянки простору, повністю оточені кількома шарами листів перфорованої сталі або дрібної металевої сітки. Шари металу заземлюються з метою розсіяння будь-яких електричних струмів, які виникають в матеріалі клітки під дією зовнішніх (або внутрішніх) електромагнітних випромінювань. Завдяки цьому, такі кімнати здатні нейтралізовувати значну частину електромагнітних завад.
Приймання або передача радіохвиль (одного з видів електромагнітного випромінювання) за допомогою антени, розміщеної в клітці Фарадея, стає практично не можливою. Сигнал значно послаблюється або взагалі повністю блокується кліткою.

## Історія
У 1836 році Майкл Фарадей спостерігав явище того, що електричні заряди на зарядженому провіднику розташовувалися лише на його зовнішній поверхні і ніяк не впливали на предмети, розміщені всередині провідника. Для демонстрації цього, він збудував ізольовану від землі дерев'яну кімнату, вкриту станіолем (олов'яною фольгою). В той час, коли на зовнішню поверхню цієї кімнати подавалися електричні заряди від електростатичного генератора, електроскоп, розміщений в середині кімнати, показував відсутність заряду на її внутрішніх поверхнях. Навіть у випадку, коли з зовнішньої сторони клітки, при наближенні до неї тіл, починали вилітали іскри, що є ознакою значної різниці потенціалів між кліткою та землею, чутливий електроскоп в середині в цей час не реєстрував жодних електричних зарядів на внутрішній поверхні клітки.
Хоча відкривачем цього кліткового ефекту в наш час визнано Майкла Фарадея, існують відомості про те, що першим, хто спостерігав його у своїх дослідах, був Бенджамін Франклін. У 1755 році він натикнувся на аналогічне явище, опускаючи незаряджену коркову кульку, підвішену на шовковій нитці у електрично заряджену металеву банку крізь отвір. За його словами, «корок не притягувався до внутрішніх частин банки так само, як притягнувся би до поверхонь зовнішніх. Завдяки цьому, він зміг доторкнутися до дна банки, а коли його витягли, виявилося, що він не наелектризувався (зарядився) внаслідок цього дотику, так, як він зарядився би, доторкнувшись до зовнішньої поверхні. Цей факт є незвичайним.» Таким чином Франклін відкрив явище, яке в наш час пов'язується із кліткою Фарадея або екрануванням (на основі результатів одного з відомих експериментів Фарадея з відерцем для льоду, який фактично повторював експеримент Франкліна).
В результаті досліджень подібних ефектів виявилося, що в середині довільного провідника (зарядженого або не зарядженого) електричне поле завжди відсутнє.

## Принцип дії
Для розуміння роботи клітки Фарадея її зручно представити у вигляді ідеального порожнього провідника. Прикладені до неї зовнішні або внутрішні електромагнітні поля утворюють сили, які діють на носіїв заряду (зазвичай електрони) всередині провідника. Під дією цих сил, заряди починають відповідним чином перерозподілятися, в процесі чого виникають електричні струми. Після того, як заряди перегрупуються таким чином, що вони нейтралізують своїм полем дію зовнішнього поля в середині клітки, струми припиняються.

### Без заземлення
Якщо в середині незаземленої клітки Фарадея розмістити заряд, то її внутрішня поверхня стане зарядженою (аналогічним шляхом, як і у вищеописаному випадку зовнішнього заряду), створюючи тим самим протидію існуванню поля всередині тіла клітки. Однак, заряджання внутрішньої поверхні клітки призводить до перерозподілення зарядів у її тілі. За рахунок цього, зовнішня поверхня клітки отримує заряд того самого знаку і величини, що і заряд, розміщений в середині. Оскільки заряд в середині клітки, та заряд її внутрішньої поверхні скасовують один одного, то розподілення заряду на зовнішній поверхні клітки ніяк не залежатиме від просторового положення заряду, розміщеного в середині клітки. Тому в усіх прикладних задачах, клітка створюватиме таке саме статичне електричне поле, яке утворилося б за рахунок самого лише електричного заряду, розміщеного в середині. Але теж саме не виконується у випадку електромагнітних хвиль.

### Із заземленням
Якщо ж клітку заземлено, то надлишкові заряди перейдуть не на зовнішню поверхню клітки, а у землю. Внаслідок цього, внутрішня поверхня клітки та заряд розміщений в середині її, скасують один одного. В результаті, заряд усієї іншої частини клітки залишиться нейтральним.
Ефективність екранування статичного електричного поля залежить від електропровідності матеріалу клітки та опору заземлення (чим менше тим краще), а також від геометрії клітки. При цьому, товщина екрану та магнітні властивості його матеріалу на ефективність ніяк не впливають.

### У випадку електромагнітних хвиль
При наявності нелінійно змінюваного електричного поля, і, як наслідок, появи супровідного змінюваного магнітного поля, чим швидшими є зміни (тобто чим вище частота електромагнітної хвилі), тим краще матеріал протидіє проникненню. Але з іншого боку, якщо матеріал представлений у вигляді сітки, при зростанні частоти хвилі, рівень проникнення також зростає, у зв'язку з чим необхідно зменшувати розміри чарунок сітки для збереження заданої ефективності екранування.
Якість екранування електромагнітних хвиль залежить не тільки від електропровідності матеріалу клітки, але і від його магнітної проникності. Все це визначає глибину поверхневого ефекту, який починає грати роль в роботі клітки, а отже, важливого значення набуває товщина матеріалу клітки.
Для електромагнітних хвиль, дія клітки Фарадея пов'язана з відбиванням їх від тієї поверхні на яку вони падають. Цей процес супроводжується виникненням в товщині матеріалу клітки вихрових струмів, енергія яких в подальшому поглинається за рахунок перетворення її в тепло. Вихрові струми створюють зворотне магнітне поле, яке «виштовхує» зовнішнє поле з внутрішнього простору клітки, створюючи тим самим ефект відбивання хвиль. В залежності від частоти хвилі, магнітних та електричних властивостей матеріалу, співвідношення дій ефектів відбивання та поглинання може значно різнитися. На низьких частотах найбільший внесок в ефективність екранування дає відбивання електромагнітних хвиль, оскільки поверхневий ефект виявляється незначним і глибина проникнення вихрових струмів може перевищувати товщину матеріалу клітки. Наприклад, на частотах 0,1–1 кГц магнітну складову хвилі можна послабити тільки шляхом її шунтування (витіснення) за допомогою феромагнітного матеріалу з високою відносною магнітною приникністю. В таких умовах, найважливішим параметром виявляється саме магнітна проникність матеріалу клітки. Але із зростанням частоти хвилі, вплив вихрових струмів на загальну ефективність екранування зростає, а глибина проникнення цих струмів в товщу матеріалу клітки експоненційно зменшується за рахунок поверхневого ефекту. Внаслідок цього, товщина екрану втрачає свою актуальність, оскільки гасіння відбувається лише в тонкому поверхневому шарі матеріалу клітки. Величина магнітної проникності матеріалу із зростанням частоти хвилі також втрачає важливість.:114-115

## Побудова клітки Фарадея
При створенні кліток Фарадея можуть бути застосовані різноманітні типи матеріалів, до яких можна віднести:
- листові металічні екрани;
- фольгові матеріали;
- спеціальні тканини;
- електропровідні клеї;
- електропровідні фарби;
- сіткові матеріали;

Вибір конкретного типу матеріалу та його характеристик залежить від вимог щодо ефективності екранування кліткою заданого діапазону частот та умов її подальшої експлуатації.
| Вид екрану                    | Матеріал екрану                      | Частота електромагнітної хвилі, кГц | Частота електромагнітної хвилі, кГц | Частота електромагнітної хвилі, кГц | Частота електромагнітної хвилі, кГц | Частота електромагнітної хвилі, кГц |
| Вид екрану                    | Матеріал екрану                      | 10                                  | 100                                 | 1000                                | 10 000                              | 100 000                             |
| ----------------------------- | ------------------------------------ | ----------------------------------- | ----------------------------------- | ----------------------------------- | ----------------------------------- | ----------------------------------- |
| Металеві листи товщина 0,5 мм | Сталь                                | 64                                  | 87                                  | 120                                 | 120                                 | 120                                 |
| Металеві листи товщина 0,5 мм | Мідь                                 | 67                                  | 70                                  | 88                                  | 120                                 | 120                                 |
| Металеві листи товщина 0,5 мм | Алюміній                             | 65                                  | 66                                  | 80                                  | 120                                 | 120                                 |
| Металеві сітки                | Мідний дріт 0,1 мм, чарунки 1×1 мм   | 65                                  | 55                                  | 50                                  | 42                                  | 32                                  |
| Металеві сітки                | Сталевий дріт 0,1 мм, чарунки 1×1 мм | 48                                  | 47                                  | 42                                  | 36                                  | 29,5                                |

При екрануванні електромагнітних хвиль листові матеріали забезпечують найвищу ефективність дії. На високих частотах, глибина проникнення вихрових струмів в товщу поверхонь клітки є дуже малою, що робить не доцільним застосування при її побудові матеріалів із високою магнітною проникністю (пермалою, мю-металу). Для діапазону хвиль f > 1 МГц екран з будь-якого металу, товщина якого становить 0,5–1,5 мм, діє вельми ефективно. При цьому, для частот f > 10 МГц значний екрануючий ефект забезпечується навіть мідною фольгою 0,1 мм, тому в таких випадках товщину матеріалу клітки обирають виходячи виключно з вимог міцності конструкції. Екранування хвиль діапазону 0,1–1 кГц є найскладнішою проблемою, яку в багатьох випадках взагалі намагаються уникати.:115
В цілому, на низьких частотах важливими характеристиками матеріалу клітки є його товщина та високі значення магнітної проникності та електропровідності. На високих же частотах, вимоги до товщини матеріалу та його магнітної проникності значно знижуються, але електропровідність залишається важливим параметром – вона повинна бути якомога вищою.
Для ефективного екранування широкого діапазону частот, що включає в себе проміжок 0,1–1 кГц, можуть застосовуватися багатошарові, комбіновані конструкції екранів, побудовані з почергово розміщених магнітних (сталь, пермалой) та немагнітних (мідь, алюміній, латунь) матеріалів. При цьому, роль відіграє не тільки кількість екрануючих шарів та матеріали з яких вони виготовлені, але і співвідношення їх товщини, відстань між ними, та тип застосованого діелектричного наповнювача. У порівнянні з однорідними екранами, такі конструкції мають вищу ефективність дії у діапазонах низьких частот, за рахунок збільшення кількості відбивань хвилі, але в той же час, вони є дуже складними та громіздкими.:146-147
Для забезпечення якісного екранування електричної складової електромагнітних хвиль, екран необхідно заземлювати, але в той же час, якість екранування магнітної складової від наявності заземлення ніяк не залежить. Для блокування магнітного поля необхідно уникати довгих та вузьких щілин в конструкції екрану, особливо якщо вони спрямовані поперек напрямку руху вихрових струмів. Наявні в елементах конструкції щілини не повинні за розмірами перевищувати 0,01–0,001 від довжини хвилі.:117
Інколи зручно застосовувати екрани не з суцільно-листових, а з сіткових матеріалів. Вони мають гірші екрануючі якості, але у випадках, коли послаблення електромагнітних хвиль на 20–30 дБ є достатнім, сітки можуть з успіхом використовуватися. Ефективність дії такого екрану еквівалентна суцільно-листовому екрану за умови, якщо крок сітки та діаметр її дроту значно менші чверті довжини падаючої хвилі.:149 Зокрема, металеві сітки є одним з найпопулярніших матеріалів для захисту цілих приміщень. Вони забезпечують достатньо високу ефективність, є довговічними, мають значно меншу вагу у порівнянні з листовими матеріалами, забезпечують достатній обмін повітря та рівень прозорості, є зручними у монтажі та експлуатації. Для екранування високочастотних полів, сітку найдоцільніше виготовляти з міді, завдяки її високій електропровідності. Але важливим недоліком чистої міді в даному випадку є її значна вартість, через що компромісним варіантом при побудові сіток часто виступає більш дешева латунь (сплав на основі міді), або алюміній, який до того ж має меншу густину, що дозволяє суттєво зменшити вагу усього екрану.

## Приклади реалізації
- Будь-який тип екранованого кабелю в своїй конструкції має клітку Фарадея, витягнуту по всій довжині провідників. До таких відносяться, наприклад, телевізійний коаксіальний кабель або комп'ютерні мережеві (на основі звитої пари) та USB кабелі. Екран захищає провідники в середині себе від дії зовнішніх електромагнітних шумів та одночасно запобігає витокам назовні радіочастотних сигналів, знижуючи тим самим швидкість затухання сигналу.
- Багато електронних приладів (в тому числі побутових) мають в своїй конструкції одну чи декілька кліток Фарадея в тому чи іншому вигляді. В ролі клітки може виступати увесь металевий корпус приладу, або якщо корпус пластиковий, то під ним зазвичай розміщуються екрануючі елементи (зібрані з перфорованих металевих листів чохли, покриття з фольги на поверхні пластика, металеві коробки, тощо). Екранування може здійснюватися з метою захисту чутливих компонентів від зовнішніх електромагнітних завад, для зменшення взаємного впливу між окремими вузлами пристрою (через електромагнітну або електростатичну індукцію), а також для зниження електромагнітного забруднення довкілля, яке здатний створювати потужний прилад. Зокрема, мікрохвильова піч є прикладом клітки Фарадея, що діє у зворотному напрямку: тобто перешкоджає розповсюдженню назовні внутрішніх електромагнітних хвиль, а не навпаки[4].
- Електромонтери інколи застосовують спеціальні костюми Фарадея, які дозволяють працювати на високовольтних лініях електропередач, що знаходяться під напругою, без ризику отримання електротравми. Такий костюм запобігає виникненню електричних струмів в тілі людини від зовнішнього джерела напруги. Максимально допустима напруга, при цьому, не має теоретичної межі. Електромонтери з успіхом працювали навіть на лінії електропередачі Екібастуз – Кокшетау[en] (напруга 1150 кВ – найбільша в світі).
- Кімнати, в яких встановлюється обладнання для проведення магніто-резонансної томографії, з самого початку проектуються як клітки Фарадея. Це унеможливлює змішування сигналів, отримуваних від тіла пацієнта із зовнішніми радіочастотними завадами, що запобігає спотворенню результуючого зображення. Оператори МРТ проходять спеціальне тренування і вміють виявляти характерні артефакти, що виникають на зображеннях у випадку пошкодження клітки Фарадея.
- Екрановані кімнати застосовуються для локалізації розповсюдження власних електромагнітних випромінювань, створюваних встановленим в них електронним обладнанням. Це робить практично неможливим несанкціоноване зняття за межами такого приміщення, конфіденційної інформації яка оброблюється на технічних засобах. Подібний підхід є важливим методом технічного захисту інформації.
- При зберіганні та транспортуванні чутливих електронних компонентів широко застосовуються антистатичні пакети[en], які являють собою клітку Фарадея виконану з металізованої плівки (як правило на основі поліетилену). Така упаковка забезпечує екранування пристрою від електричних полів та, найголовніше, захищає його від електростатичних розрядів, які є фатальними для мікросхем та польових транзисторів виготовлених за КМОН технологією.
- Клітки Фарадея регулярно використовуються в аналітичній хімії для зменшення шумів в процесі проведення чутливих вимірювань.

## Цікаві факти
- Ліфти та інші кімнати з металевими, електропровідними каркасами (в тому числі із залізобетонними перекриттями), транспортні засоби з металевими оболонками (автомобілі, літаки, пасажирські залізничні вагони) відомі тим, що створюють ефект клітки Фарадея. Це інколи призводить до втрати рівня сигналу та появи «мертвих зон» при використанні мобільних телефонів, радіоприймачів, точок доступу Wi-Fi мереж та інших електронних пристроїв, яким при роботі потрібні зовнішні електромагнітні сигнали. При тестуванні подібних пристроїв, інженери часто використовують малі клітки Фарадея, з метою імітації незручного для них середовища. Це дозволяє заздалегідь перевірити працездатність пристрою у важких умовах роботи та при необхідності внести зміни в його конструкцію.
- У 2013 році клітка Фарадея використовувалась у Ватикані в процесі таємного конклаву при виборах нового Папи Римського. Сикстинська капела була екранована з метою перешкоджання роботі телекомунікаційних пристроїв і запобігання можливого витоку інформації про хід голосування[5].

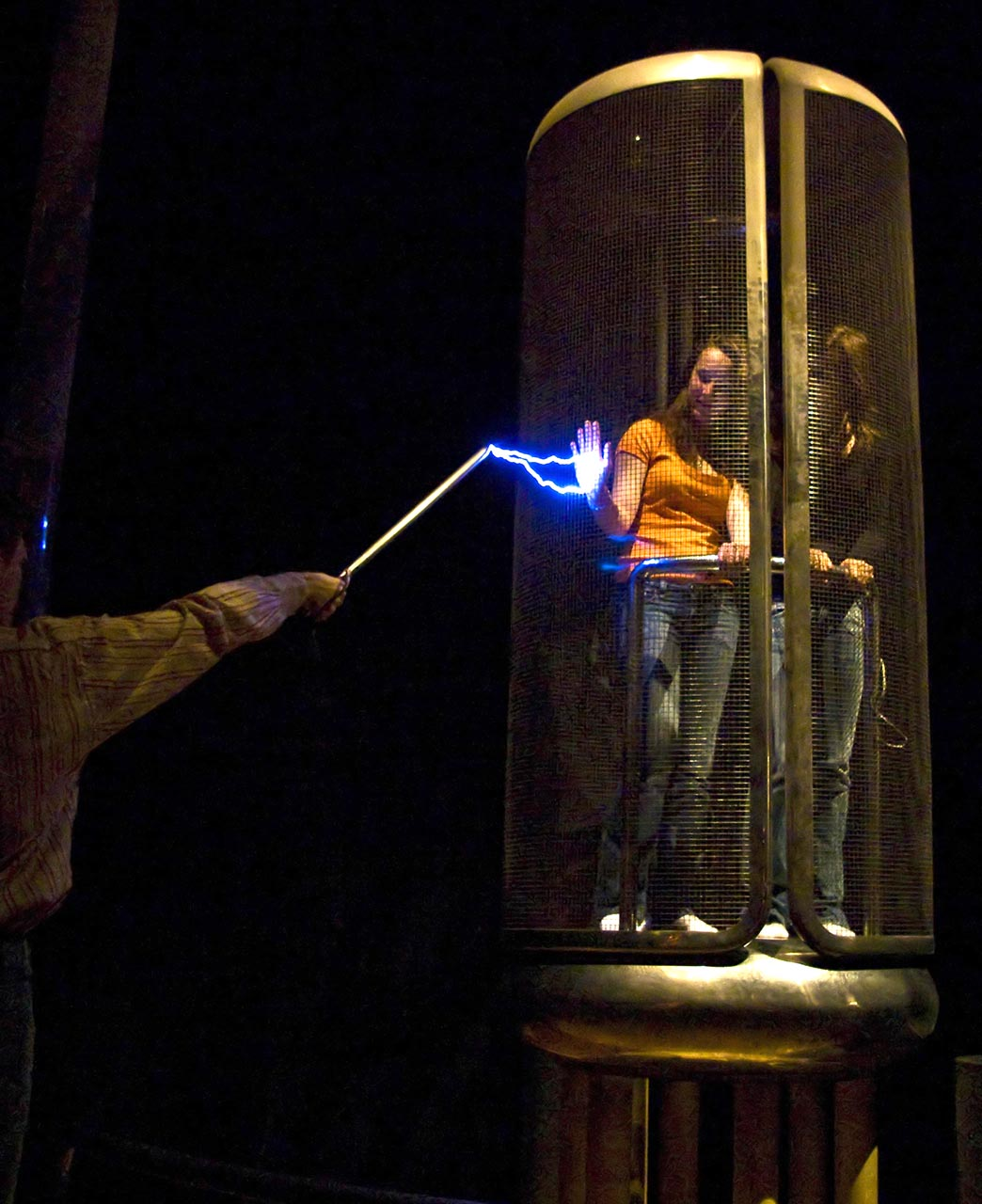
Клітка Фарадея як елемент шоу

- Інколи клітку Фарадея використовують у видовищних виставах разом із трансформатором Тесли або іншим високовольтним джерелом напруги. Таке поєднання дозволяє безпечно наближатися до потужних електричних розрядів.
- Клітка Фарадея часто використовується зловмисниками для крадіжок з магазину товарів, які мають радіочастотні (RFID) мітки. Як екран у такому разі зазвичай виступає спеціальна валіза, рюкзак або гаманець, вистелений зсередини алюмінієвою фольгою[6][7].
- Окремі люди з ознаками психічних розладів, можуть використовувати імітацію клітки Фарадея як головний убір, у вигляді шапочок з фольги. Вони переконані, що це захищає їхні думки від «зчитування» на відстані та протидіє «керуванню» їхньою свідомістю.
- Металізовані пластикові пакети використовуються для упакування пристроїв автоматичного збору дорожного мита при їх перевезенні замовнику. Це дозволяє уникнути небажаних спрацюваннь системи при проході вантажівки перевізника через пункт збору мита.